# Dread
Dread is een Britse thriller-horrorfilm uit 2009 waarmee Anthony DiBlasi zijn regiedebuut maakte. Het script is gebaseerd op een kort verhaal uit de bundel Books of Blood Volume II van Clive Barker, die ook aan de film meewerkte als producent.

## Verhaal
Tijdens een college filosofie ontmoet filmstudent Stephen de vrijgevochten Quaid. Die stelt hem voor om samen een onderzoek te doen naar de grootste angsten waar mensen mee leven, als onderwerp voor zijn thesis. Ter uitvoering hiervan nodigen ze vrijwilligers uit om tijdens een interview voor een lopende camera te vertellen wat het onderwerp voor hen persoonlijk betekent. Stephen haalt zijn studiegenote Cheryl erbij om de beelden te monteren.
Stephen vertelt Quaid dat hij op zijn vijftiende zijn oudere broer verloor, doordat die dronken verongelukte bij een auto-ongeluk. Quaid onthult aan Stephen dat hij op zijn zesde getuige was van de moord op zijn ouders. Een man met een bijl sloeg ze voor zijn ogen dood. De dader is nooit aangehouden. Quaid heeft hier nog dagelijks nachtmerries over en beeldt zich soms zelfs klaarwakker in dat hij de moordenaar ziet. Cheryl vertelt de jongens dat haar vader haar als klein meisje stelselmatig misbruikte. Als hij 's avonds bij haar in bed kroop, rook hij daarbij altijd enorm naar vlees, omdat hij als vleesverpakker werkte. Ze kreeg daardoor zo'n afkeer van vlees dat ze vegetariër werd en zelfs de geur ervan nog altijd niet kan verdragen. Abby, een vriendin van Stephen, werd geboren met grote archipelvlekken op haar gezicht en lichaam. Ze voelt zich hier al haar hele leven voortdurend op aangekeken. Ze vindt het daarom vreselijk als mensen naar haar kijken. Vrijwilliger Joshua was door een ongeluk in zijn kindertijd tijdelijk doof. Zijn grootste angst is dat hij dit om wat voor reden dan ook ooit weer wordt.
Een Goth-meisje meldt zich bij de onderzoekers en liegt dat ze ooit probeerde zelfmoord te plegen. Quaid heeft haar door, wordt razend en vliegt het meisje aan om haar nagemaakte litteken te onthullen. Stephen en Cheryl vinden de manier waarop hij dat doet te ver gaan. Voor hen is het onderzoek 'maar' een schoolproject. Quaid verwijt ze dat. Voor hem betekent het veel meer. In zijn razernij daarover slaat hij de filmapparatuur en computer met de resultaten van al hun inspanningen erop kort en klein. De groep gaat ter plaatse uit elkaar.
Wanneer Cheryl gaat kijken of er nog iets van hun filmmateriaal te redden valt, neemt Quaid haar gevangen. Voor hem persoonlijk begint er op dat moment een nieuwe fase van het onderzoek. Hij begint mensen te confronteren met hun angsten, om zo met eigen ogen te zien of ze er daardoor overheen komen of juist blokkeren. Met die bedoeling pikt hij 's avonds Stephen op in een auto en rijdt hij samen met hem hard op een muur af. Quaid remt net voor ze die raken. Stephen loopt kwaad weg.

De volgende dag zet Quaid beelden van Abby op alle beeldschermen van het schoolterrein. Die heeft hij opgenomen toen ze zich uitkleedde nadat hij haar verleidde. Abby raakt zo over haar toeren dat ze een bad vult met bleekmiddel, erin gaat zitten en probeert om met staalwol de pigmentvlekken van haar huid te schrobben. Stephen treft haar zwaar gewond aan en brengt haar naar het ziekenhuis. Quaid heeft inmiddels Joshua onder valse voorwendselen terug naar zijn huis gelokt. Daar bindt hij hem vast en schiet hij met een pistool kogels vlak langs diens oren, om Joshua opnieuw doof te maken. Die raakt daardoor in shock.
Nadat Stephen Abby's kamer in het ziekenhuis uitloopt, ziet hij aan de muur een bijl achter veiligheidsglas hangen. Hij neemt die mee en gaat naar het huis van Quaid om die een koekje van eigen deeg te bezorgen. Joshua ziet Stephen vanuit zijn kamer in het ziekenhuis en gaat hem achterna. Aangekomen bij het huis van Quaid slaat Stephen een deur aan gruzelementen. Quaid herbeleefd hierdoor een deel van het trauma uit zijn kindertijd. Na het slopen van de deur, gooit Stephen de bijl op de grond en probeert hij met Quaid te praten. Die overmeestert hem en bindt hem vast. Ongezien raapt Joshua de achtergelaten bijl op. Quaid bindt Stephen vast en dwingt hem naar een scherm te kijken. Daarop is Cheryl te zien, opgesloten in een kamer met planken voor de ramen. Naast haar staat een bord met een grote lap rauw vlees. Die moet ze van Quaid opeten voor ze weg mag. Ze zit zeven zeven dagen opgesloten voor ze toegeeft aan haar honger en het dan inmiddels bedorven, met maden bedekte vlees helemaal opeet. Na het einde van de film vertelt Quaid Stephen dat hij Cheryl daarna heeft laten gaan.
Een onbekend geluid in huis maakt dat Quaid zijn geweer pakt. Hij laat Stephen vastgebonden achter en gaat op onderzoek uit. Stephen wurmt zich niettemin los, pakt een mes en sluipt Quaid achterna. Net voor hij toe kan steken, valt Joshua Quaid aan met de bijl. Die springt alleen opzij, waardoor Joshua de bijl vol in Stephens borst plant. Quaid schiet daarop de totaal gedesoriënteerde Joshua door het hoofd, terwijl hij in plaats van zijn medestudent de man voor zich ziet die zijn ouders doodde. Stephen bezwijkt aan zijn verwonding. Quaid sleept hem daarop over de vloer naar een achterkamer. Daar blijkt hij Cheryl gevangen te houden. Hij legt het lijk van Stephen bij haar op de grond en gooit haar ook het mes toe dat die bij zich had. Voor hij de deur weer op slot doet, zegt Quaid haar dat hij weleens wil zien hoelang het duurt voor ze zo'n honger heeft dat ze 'daar' aan begint.

## Rolverdeling
- Jackson Rathbone - Stephen Grace
- Shaun Evans - Quaid
- Hanne Steen - Cheryl Fromm
- Laura Donnelly - Abby
- Jonathan Readwin - Joshua Shaw
- Vivian Gray - Tabitha Swan
- Carl McCrystal -  'de bijlmoordenaar'
- Cheyanne Raymond - Zooey
- Zoe Stollery - Shauna
- Elspeth Rae - Samantha
- Erin Gavin - Valerie
- Matt Jessup - Bobby How
- Eva Wyrwal - Roo Roo
- Adam Davenport - Alex Hustler
- Elissa Dowling - Tamsin Kendall
- Paloma Faith - Clara Thornhill
- Michelle Tate - Jo Jo Lospecchio
- Steven Clarke - Bruno
- Leon Ockenden - Jimmy Cake